# Resolución 1934 del Consejo de Seguridad de las Naciones Unidas
La Resolución 1934 del Consejo de Seguridad de Naciones Unidas, aprobada por unanimidad el 30 de junio de 2010, decidió prorrogar el mandato de la Fuerza de Observación de la Separación (FNUOS) seis meses más hasta el 31 de diciembre de 2010. La resolución se produjo después de haber examinado el Informe del Secretario General sobre la Fuerza de las Naciones Unidas de Observación de la Separación correspondiente al período comprendido entre el 1 de enero de 2010 y el 30 de junio de 2010, en el que se concluía recomendando al Consejo de Seguridad prorrogar el mandato de la FNUOS por la indispensabilidad de la misión en los esfuerzos por mantener la paz entre Israel y Siria en la zona de los Altos del Golán.
La resolución también exhortaba "a las partes interesadas" (Siria e Israel) a aplicar con inmediatez la resolución 338 del 22 de octubre de 1973. Asimismo, encomendaba al Secretario General la realización de un nuevo informe que debería presentar antes de que expirase la fecha de la prórroga del mandato de la FNUOS.